# Dulia

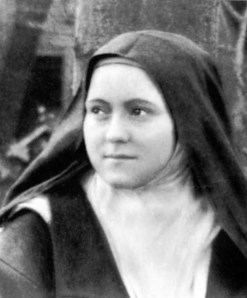
Santa Teresinha do Menino Jesus, modelo de santidade para muitos católicos.

No cristianismo, Dulia (do grego δουλεια, "douleuo" que significa "honrar"), é um termo teológico que significa a honra e culto de veneração devotados aos santos. A veneração especial devotada a Maria chama-se hiperdulia (‘υπερδουλεια), e o culto de honra a São José é denominado protodulia. É praticado pelas Igrejas Católica, Ortodoxa e alguns grupos anglo-católicos da Igreja Anglicana.
Este culto aos Santos e a Nossa Senhora é feito através da liturgia, que é o culto oficial e obrigatório da Igreja Católica, e também, em maior intensidade, através da piedade popular, que é o culto católico privado. No campo da piedade popular, destacam-se a veneração de imagens (desde que não se trate de idolatria) — chamada iconodulia —, as procissões, as peregrinações e as múltiplas devoções feitas à Virgem Maria (Santo Rosário, Angelus, Imaculado Coração de Maria, etc.), ao Anjo da Guarda e aos Santos (novenas, trezenas).
A dulia e a hiperdulia diferenciam-se muito da latria, que é o culto de adoração prestado e dirigido unicamente a Deus.
Preocupado com sincretismo pagão que invadia o cristianismo, o Doutor da Igreja Primitiva Santo Ambrósio escreveu:
"Cristo não está divido, é um. Se o adoramos como o Filho de Deus, não negamos seu nascimento através da virgem. Mas ninguém deve ampliar este entendimento a Maria. Maria era o templo de Deus, mas não Deus no templo. Portanto, apenas Aquele que estava no templo deve ser adorado."

## Igreja Católica
A Igreja Católica é famosa na devoção a seus santos e principalmente a Maria. A Igreja afirma a diferença de culto a Deus, aos santos e a Maria. Assim, adora somente a Deus uno e trino (Pai, Filho e Espírito Santo), prestando-lhe o culto de "latria", a Maria somente venerar com o culto de "hiperdulia" e aos santos o culto de veneração simples denominado de "dulia", fundado no dogma da comunhão dos santos. Este dogma ensina que os habitantes do Céu, através da sua oração, são os nossos intercessores junto de Deus, sendo este facto favorável ao género humano. Logo, eles são dignos da nossa veneração.
As Igrejas Ortodoxas também veneram os seus santos e têm alguma forma de canonização de santos.

## Perspectiva protestante
A maioria das denominações protestantes, não acreditam no culto de veneração aos Santos e à Virgem Maria do catolicismo, sendo que para os integrantes dessas denominações, o culto de veneração seria considerada como idolatria, acreditando em vários textos bíblicos que condenam a idolatria Êx 20: 4-5 / Sl 113 (115, bíblia protestante) / Is 40:20 / l Co 6:9-10 / l Co 10:7-14 / Ap 21:8 / At 17:16 / Gl 5:20 e l Pe 4:3, aos quais acreditam que proibiria a confecção de imagens. Em alguns casos esta acusação provoca atos de intolerância e violência por parte de protestantes, como a destruição de imagens na Holanda e o "Chute na Santa".
Mas, sobre esta questão, a Igreja Católica, além de salientar a diferença entre a adoração e a veneração, sustenta que a própria Bíblia oferece exemplos de intercessão — lembrando que Samuel e Moisés, ainda vivos, intercederam por Israel (Jer 15, 1) —, veneração — se prostraram diante da arca da aliança que representava a presença de Deus (Josué 7, 6) — e confecção de imagens, mas não para adorar, servir ou venerar (Ex 25,18-19), e nega que esta prática tenha qualquer relação com a idolatria, que é o culto de adoração que se presta a uma criatura, tributando-lhe a honra que é devida só a Deus. A idolatria, para os cristãos, está inclusa nos chamados pecados de superstição. O Concílio de Trento afirmou que "São ímpios os que negam que se devam invocar os santos, que gozam já da eterna felicidade no céu. Os que afirmam que eles não oram pelos homens, os que declaram que este pedido por cada um de nós é idolatria, repugna a palavra de Deus e se opõe à honra de Jesus Cristo, o único mediador entre Deus e os homens".